# 울지마, 엄마!
《울지마, 엄마!》는 2003년 4월 25일에 MBC에서 방영한 베스트극장이다.

## 줄거리
민숙은 가정적인 남편과 아들 승남, 딸 연주와 행복한 나날을 보낸다. 어느 날, 민숙은 TV에서 방영하는 입양아 다큐멘터리에서 규리를 보고 놀란다. 민숙은 규리가 과거에 입양보낸 딸이란 것을 확인한다. 연주는 어머니가 미혼모였다는 사실에 충격을 받고 민숙과 갈등을 일으킨다.

## 등장 인물

### 주요 인물
- 안해숙 : 민숙 역
- 정동환 : 이 교수 역
- 조명진 : 규리 역
- 김태현 : 승남 역
- 이인혜 : 연주 역

### 그 외 인물
- 이영희
- 홍혜령
- 이경원
- 박준호